# Geoglifo
Un geoglifo è un disegno sul terreno (generalmente più ampio di sedici metri quadrati) che viene ottenuto sia tramite la disposizione di detriti, come rocce, frammenti di rocce, ghiaia o terreno (geoglifo "positivo"), sia tramite la rimozione di essi (geoglifo "negativo").

## Esempi
Alcuni dei più famosi geoglifi negativi sono le Linee di Nazca in Perù. Altre zone che ospitano geoglifi sono l'Australia occidentale e aree del Deserto del Gran Bacino nel sud ovest degli Stati Uniti. Immagini scolpite sulle colline, labirinti nell'erba o di roccia che si trovano in Scandinavia, Islanda, Lapponia e nei paesi dell'ex Unione Sovietica, sono anch'essi geoglifi. Il più grande geoglifo è l'Uomo di Marree, nel sud dell'Australia.

### Geoglifi antichi
- Linee di Nazca
- Gigante di Atacama
- Geoglifi amazzonici

### Esempi moderni
Non tutti i geoglifi sono antichi. Il movimento della Land Art ha creato molti nuovi geoglifi, così come altre strutture: l'esempio forse più celebre è l'opera Spiral Jetty di Robert Smithson. Molte città dell'ovest degli Stati Uniti mostrano dei geoglifi particolari, costituiti da un monogramma creato su una collina che sovrasta l'insediamento urbano. Lo scultore contemporaneo australiano Andrew Rogers ha creato dei geoglifi denominati The Rhythms of Life.

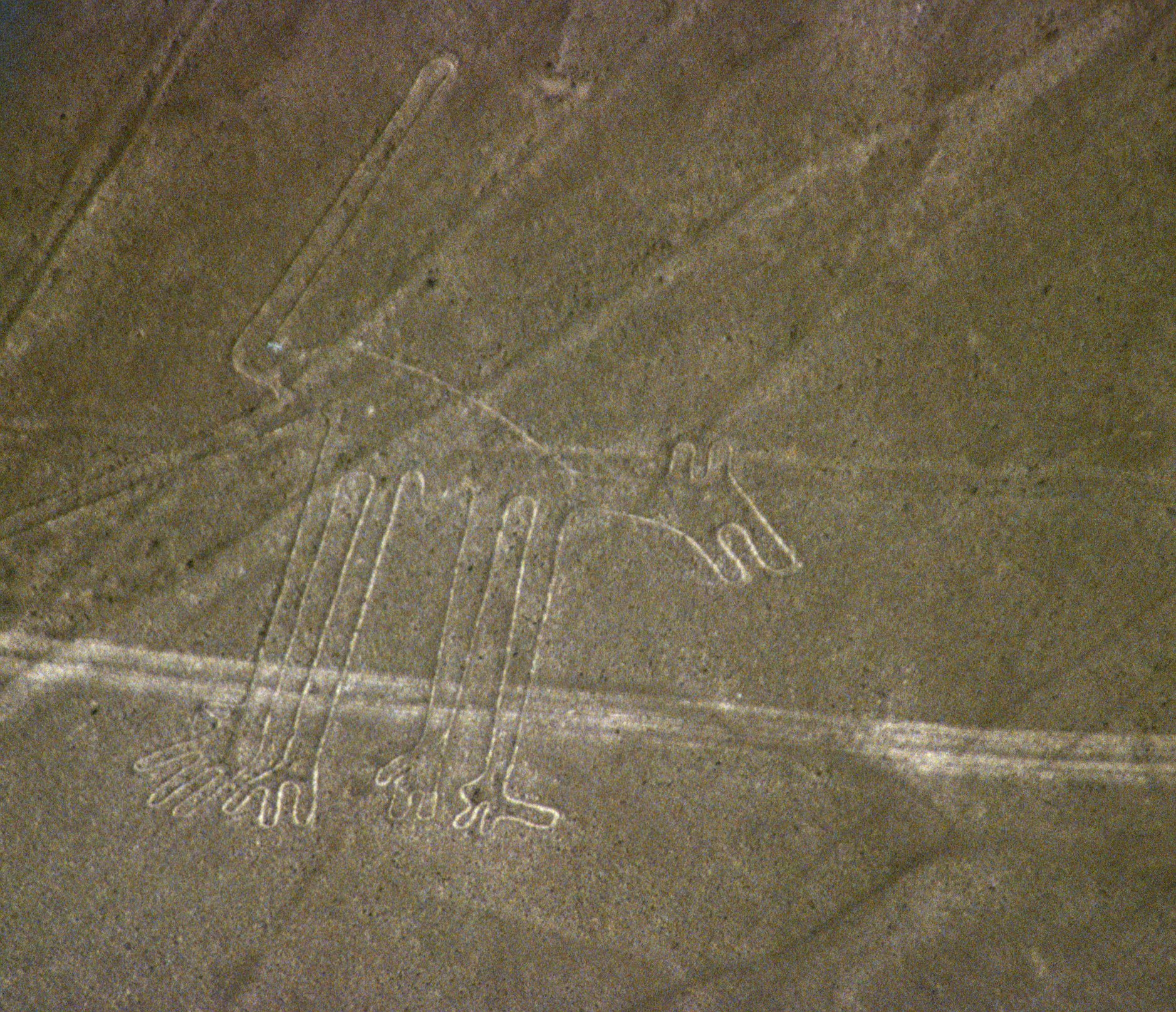
Il "cane di Nazca" (geoglifo negativo)
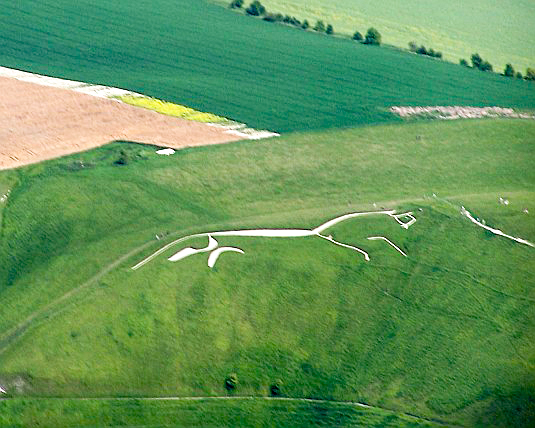
Il "cavallo bianco di Uffington"
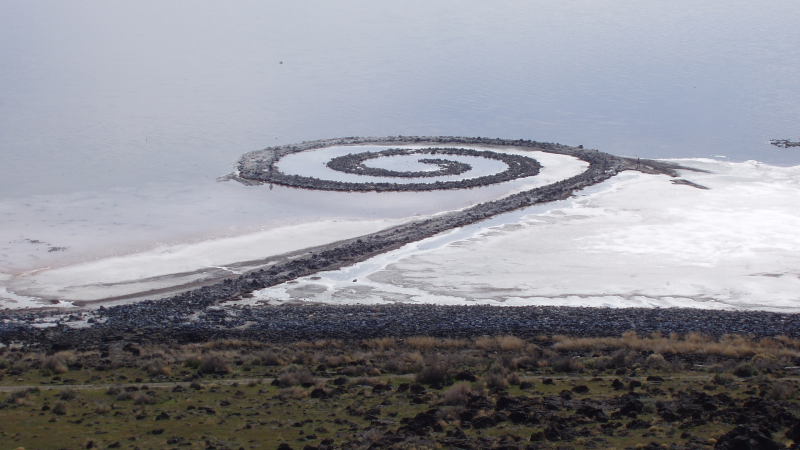
"Spiral Jetty" (geoglifo positivo)

### Geoglifi nel mondo
- Israele: Har Karkom Negev
- Egitto: Sinai
- Inghilterra: Cavallo Bianco di Uffington
- Inghilterra: Il Cavallo bianco di Westbury
- Inghilterra: Gigante di Cerne Abbas
- Inghilterra: Uomo Lungo di Wilmington
- Inghilterra: Il Cavallo bianco di Pewsey
- Stati Uniti: Ohio
- Stati Uniti: California Valle della Morte
- Stati Uniti: Arizona Valle della Gila
- Stati Uniti: Great Serpent Mound
- Perù: Linee di Nazca
- Cile: Atacama
- Bolivia: Linee di Sajama
- Australia: Uomo di Marree